# سلیمان خان (ایلخان)
سلیمان خان (انگلیسی: Suleiman Khan; ۱ ژانویهٔ ۱۳۵۰ – ۱ ژانویهٔ ۱۳۴۵) یک شاه دست نشانده چوپانیان برای تاج و تخت ایلخانان در هنگام فروپاشی قدرت مرکزی در بود.